# 高丘王
高丘王（たかおかおう、生年不詳 - 天平21年3月3日（749年3月25日））は、奈良時代の皇族。出自は詳らかではないが、天智天皇第二皇子の川島皇子の子とする系図がある。官位は従四位下・左大舎人頭。

## 来歴
天平15年（743年）无位から従五位下に直叙され、右大舎人頭に任じられる。天平18年（746年）4階昇進して従四位下に叙せられる。 天平21年（749年）3月3日卒去。最終官位は左大舎人頭従四位下。

## 官歴
『続日本紀』による。
- 天平15年（743年） 5月5日：従五位下（直叙）。6月30日：右大舎人頭
- 天平18年（746年） 6月11日：従四位下（越階）
- 天平21年（749年） 3月3日：卒去（左大舎人頭従四位下）

## 系譜
- 父：川島皇子[1]
- 母：不詳
- 生母不詳の子女
  - 男子：吉並王[1]